# Plaza de toros de la Real Maestranza de Granada
La Plaza de toros de la Real Maestranza de Granada (1769-1876) es un antiguo inmueble, de carácter histórico-cultural, de la ciudad de Granada; que estuvo situado en la actual Avenida de la Constitución, y que fue construido y promocionada por la institución aristocrática granadina del mismo nombre.
Los restos arqueológicos de esta plaza fueron descubiertos en el año 2010, durante la remodelación urbana del lugar, y que , desde entonces, se está a la espera de hacerlos accesibles para el público como parte de la oferta cultural de la ciudad.

## Historia
En 1763, la Real Maestranza de Caballería de Granada proponía la idea de iniciar la construcción de la primera plaza de toros fija de la ciudad. Para ello obtuvieron permiso del Ayuntamiento para iniciar las obras en un lugar extramuros de la ciudad, próximo al Barrio de San Lázaro; lugar en el que, finalmente, entre 1768 y 1769, terminaría por construirse este coso taurino. Nicolás de la Cruz Bahamonde, en su viaje a Granada, describió la plaza "hecha con dos órdenes de balcones á más del tendido", situándola junto a la Plaza del Triunfo.
Esta plaza de toros de la Real Maestranza costó más de 200.000 reales, tuvo un ruedo circular y se realizó en madera, aunque, tanto los cimientos como la portada se realizaron en piedra. Como señala Valladar, en la entrada a la plaza existía una inscripción que decía: "Reinando Carlos III hizo este anfiteatro la Real Maestranza de Caballería de Granada en los años de 1768 y 1769 para sus ejercicios militares y diversiones públicas. Siendo su hermano mayor el infante Don Gabriel".
Según las investigaciones publicadas, la Real Maestranza empezó celebrando “dos corridas de vara larga” cada dos años pero, finalmente, aumentó el número de espectáculos. De esta manera, se realizaban ocho corridas de toros cada año y, en verano de 1788, sustituyó estos festejos por la celebración de treinta novilladas.
Además de esta institución nobiliaria, la plaza era cedida temporalmente a hermandades e instituciones para que pudieran celebrar también diferentes festejos benéficos con los que recaudar fondos. Así, por ejemplo, la Hermandad de la Virgen de las Angustias organizaba anualmente corridas de toros para sufragar los gastos del hospital y de la iglesia; como la que celebró el 6 de octubre de 1786, donde se celebró “la [corrida de toros] de los Pobres y Enfermos” y para la que la cofradía “compró caballos, ajustó toros, lidiadores y picadores”.
Los festejos taurinos celebrados en la Real Maestranza de Granada contaban con una doble presidencia: una honorífica y otra efectiva. La presidencia de honor la ostentaba el cuadro del monarca que, se situaba bajo dosel, y la efectiva la ejercía el teniente de hermano mayor o algún corregidor. Asimismo, por costumbre, los toreros se vestían con el uniforme de esta corporación nobiliaria: "para que con librea de la hermandad, sirva la plaza y mate los toros". Así, de esta manera, "los diestros, picadores de vara larga y matadores a pie, debían llevar casaca azul con galones de plata con los colores y divisa de la corporación, que irían también en el guarnés de los caballos". Sin embargo no fueron toros lo único que se celebraron en este recinto ya que, en 1857, hay constancia de funciones circenses, en los que participó Madame Labarrere, "célebre domadora de fieras".
El 10 de septiembre de 1876 tenía lugar un incendio en esta plaza de toros, arruinándola por completo. El accidente tuvo lugar durante la celebración del festejo en el que estuvieron presentes los diestros Antonio Fuentes "Hito", hermano de Manuel Fuentes, Bocanegra; José Sánchez Laborda, Hipólito Sánchez Arjona, sobrino de Curro Cúchares; Manuel Aguilar "El Macareno", Francisco Carvajal "Pollo" y Rafael Luque "El Camará"; lidiándose toros de Vicente Romero y García, de Jerez de la Frontera (Cádiz).